# Nawiedzony pałac
Nawiedzony pałac (ang. The Haunted Palace) – amerykański horror z 1963 r. 
Tytuł filmu pochodzi z opowiadania Poego, lecz film jest oparty na opowiadaniu H.P. Lovecrafta The Case of Charles Dexter Ward. W roli głównej Vincent Price.

## Obsada
- Vincent Price – Joseph Curwen/Charles Dexter Ward
- Debra Paget – Anne, żona Warda
- Cathie Merchant – Hester Tillinghast
- Frank Maxwell – Dr. Willet/Priam Willet
- Lon Chaney Jr. – Simon Orne
- Milton Parsons – Jabez Hutchinson
- Leo Gordon – Ezra Weeden
- Barboura Morris – żona Weedena
- Guy Wilkerson – Gideon Leach/pan Leach
- Bruno VeSota – Bruno